# Bān-e Sarv
Bān-e Sarv (persiska: سَرو صول, بان سرو, Bān Sarv) är en ort i Iran.   Den ligger i provinsen Ilam, i den västra delen av landet, 500 km väster om huvudstaden Teheran. Bān-e Sarv ligger 1 169 meter över havet och antalet invånare är 244.
Terrängen runt Bān-e Sarv är kuperad. Runt Bān-e Sarv är det ganska tätbefolkat, med 149 invånare per kvadratkilometer. Närmaste större samhälle är Eyvān, 16,4 km öster om Bān-e Sarv. Omgivningarna runt Bān-e Sarv är i huvudsak ett öppet busklandskap.